# 三魔
三魔（さんま）とは、室町幕府8代将軍足利義成（後の義政）の治世初期に幕政に関与した側近勢力を代表する3名に付けられた俗称。

## 三魔とは
相国寺の瑞渓周鳳の日記『臥雲日件録』享徳4年/康正元年1月6日（1455年1月23日）条に竺雲等連が周鳳を訪ねてきた時の出来事として以下の話題が記されている。
『竺雲来、茶話次、及二天下政事一、雲曰、世有二三魔之説一、俗所謂落書者也、画二三人形一、立二之路頭一、蓋政出二於三魔一也、御今・有馬・烏丸也云々……』
これは竺雲が京都の市中で落書を見かけ、その中には三人の人形（ひとがた）が描かれ、幕政が名字の末尾に「ま（＝魔）」が付く3名に牛耳られていることを風刺していた、というものである。
「御今」は奉公衆大舘満冬の娘で義成の乳母であった今参局（「御今」は通称）、「烏丸」は義政の生母日野重子の従弟で後の准大臣烏丸資任を指しているのであるが、「有馬」に関しては摂津国有馬郡の領主である奉公衆有馬持家であるとする説とその息子である有馬元家であるとする説に分かれている。辞典類でも『日本史大事典』と『日本歴史大事典』は有馬持家、『国史大辞典』は有馬元家のことであると説明している。家永遵嗣は『康富記』宝徳2年1月21日（1450年3月4日）条に「赤松有馬入道卒去云々」と記されている人物に関して、赤松有馬入道＝有馬持家の後に有馬元家が摂津有馬氏を継いで康正年間に至っているのは先行研究からも明らかであるとしている。『臥雲日件録』の記事の5年前に持家が死去しているとすれば、この記事で話題になっている「有馬」は持家ではないことになる。また、『師郷記』康正元年12月14日（1456年1月21日）条に元家を「室町殿無双寵人也」と評している記述もあることから、「有馬」は有馬元家を指していると考えるのがふさわしいとしている。なお、元家は初め「民部少輔」を名乗っているが、康正元年（『新撰長禄寛正記』に所収された同年7月1日付畠山義就披露状の宛先である「伊勢備中守」と「赤松民部少輔」の比定を伊勢盛定と有馬元家とする説が正しければ、同年7月以降）に「上総介」に変更していることが知られている。

## 三魔の登場
足利義成（義政）は永享8年1月2日（1436年1月20日）に6代将軍足利義教と日野重子の間に五男として誕生している。義教正室であった日野宗子と正親町三条尹子には共に男子はなく、義成の同母兄である義勝は後継者として政所執事伊勢貞国の許で育てられることになったが、義成は将来の後継者として予定されていなかったため、母の従弟である烏丸資任の邸宅で育てられた。
ところが、嘉吉元年（1441年）に発生した嘉吉の乱で義教が赤松満祐（有馬持家の従兄）に殺害され、後を継いで7代将軍になった義勝も2年後に病死してしまう。このため、義成が次の将軍に就任することになる（実際の将軍宣下は元服後となる）が、まだ8歳であることに加え、2代の将軍の相次ぐ死により将軍御所である室町殿（花の御所）に義教に滅ぼされた足利持氏・一色義貫や嘉吉の乱で討たれた赤松満祐らの怨霊がいるとの風説も現れたため、将軍御所として室町殿を使い続けることに対してを忌避する意見も出され、当面の間は烏丸殿（資任の邸宅）を将軍御所とすることにした。また、義勝と共に室町殿にいた生母の日野重子もこの決定を受けて烏丸殿に移ることになった。義成が次期将軍と決まったことで、将軍家の慣例に従って伊勢貞親（貞国の嫡男）が御父（＝乳父）と定められ（『康富記』嘉吉3年7月30日条）、後日政治的な事情から管領畠山持国の妻が御母（＝乳母）とされる（『康富記』宝徳3年3月3日条）が、いずれも形式的なものに過ぎず（後者に至っては将軍宣下後のことである）、烏丸資任や今参局が義成養育の中心にいる体制については変化がなかった。なお、畠山持国が自分の妻を将軍義成の御母に据えた背景として、3代将軍足利義満幼少期に管領であった細川頼之が将軍の御父として生涯にわたって義満への影響力を持ち続けたように、御母の夫、すなわち乳父に准じる立場になることで義成への影響力を強める意味合いがあったと考えられ、その実現には実際に養育の中心にいた烏丸資任や今参局の協力が欠かせなかったとみられる。
義成が次期将軍に決まった嘉吉3年（1443年）当時、「三管領」と呼ばれた家柄のうち、細川勝元は14歳、斯波義健は9歳であったため、44歳の畠山持国が管領として諸大名との合議の上で政務を行っていたが、勝元が成長して持国と勝元が交代で管領に就くようになると、両者が激しく対立するようになった。この対立が室町幕府の政治的な方針にも影響を与え、それによって次第に混乱を生じるようになった。代表的な事例としては、関東地方において持国が鎌倉公方足利成氏、勝元が関東管領上杉憲忠を支援したことで両者の関係を悪化させ、後に成氏が憲忠を謀殺したことをきっかけに関東地方を二分する享徳の乱を引き起こしたことが挙げられる。
その後、嘉吉の乱で断絶した赤松氏宗家の再興問題が発生する。生き残った赤松一門は満祐の甥である赤松則尚を擁立して赤松氏を再建しようとしており、則尚のはとこである有馬元家も深く関与していた。これに対して、嘉吉の乱の戦功によって播磨国などの旧赤松氏領国を得ていた山名宗全は細川勝元ら有力守護大名を味方につけてこの動きを阻止しようとしていた。同じ頃、斯波義健の領国である尾張国で失脚した前守護代織田郷広が復権を図って今参局ら将軍周辺の女房への口入の依頼を行った。今参局の口入で義成が復権を認める意向を示し、当初は反対していた畠山持国も今参局の説得で翻意した。しかし、将軍生母の日野重子が反発して一時は嵯峨に出奔する騒ぎを起こしたために、郷広の復権は認められずに最終的には討伐されることになる。公家である烏丸資任に関しては具体的な事例は確認されていないものの、有馬元家には山名宗全、今参局には日野重子という深刻な対立相手が存在し、それに対抗するために将軍足利義成－管領畠山持家ラインと深く結びついていた。当然、対立相手側から見れば容認できない流れであり、このラインと将軍側近らの接近に反発する風潮が幕府内外に形成され、後の「三魔」の落書につながったと考えられている。
文安5年（1448年）11月、畠山持国は弟の畠山持富を後継者から外して庶子の義就を後継者としているが、一部の家臣がこれに反対して持冨を支持し、持冨が病死すると今度はその遺児である畠山弥三郎を後継者として担ぎ出した。細川勝元や山名宗全は持国の力を削ぐために弥三郎方に肩入れをし始めた。今参局は義就を支援し、有馬元家は義就からの披露状の宛先に指定されているだけでなく（前述）、享徳3年（1454年）10月には室町殿（花の御所）を退出するところを畠山弥三郎側と思われる刺客に襲撃を受けている（『師郷記』享徳3年10月5日条）。なお、この畠山家の内紛は有馬元家が襲撃される直前の同年8月に山名宗全の支援を受けた弥三郎派が勝利をして持国・義就父子が一旦失脚するが、これに憤った将軍・足利義政（前年に改名）は、11月に山名宗全の討伐命令を発し、これを受けた赤松則尚は播磨に下って現地に残っていた赤松氏の旧臣を集め始める。最終的には管領である細川勝元の取り成しによって、宗全は隠居・謹慎を条件に赦免されるが、12月に本国である但馬への下向を余儀なくされ、一方で同月に畠山義就も赦免を受けて、今度は畠山弥三郎が出奔を余儀なくされた。
奇しくもこの12月に関東では上杉憲忠の暗殺をきっかけとした享徳の乱が勃発し（前述）、年が明けた享徳4年正月に京都の市中に「三魔」の落書が掲示され、3月には畠山持国が病死することになるのである。

## 三魔の没落
享徳4年（7月に改元によって康正元年となる）4月になると、山名宗全が赤松則尚の討伐に乗り出し、翌5月に則尚とその一族を討ち取るが、その中には有馬元家の弟2名も含まれていたとされる。享徳の乱の発生によってこれに対応するために、将軍足利義政と管領細川勝元が政治的妥協によって現状維持を図ったためであり、義政は宗全の播磨支配を認める代わりに勝元は畠山義就の家督継承を認めたのである。しかし、これによって有馬元家の面子が失われることになり、この年の12月、足利義政の畠山義就邸御成に同行していた元家は帰還後に突然出家・出奔をしてしまったのである。
同年8月、義政は生母・日野重子の一族である富子を御台所に迎え入れた。以降、生母・日野重子が御台所日野富子を、乳母・今参局がその他の妻妾を支持する対立構造となる。ところが、長禄3年（1459年）正月、富子との間に第一子が生まれるが、その日のうちに夭折した。日野重子らは今参局に呪詛の疑いがかけられたと主張し、同月のうちに彼女を琵琶湖沖島に流罪とした。しかし、護送途中に今参局は刺客に襲われ、自ら命を絶つことになった。今参局の自害直後の2月8日には義政の側室4人も今参局の呪詛に同意したとして、御所から追放されているが、彼女たちはいずれも、享徳3年（1451年）3月以降に義政の娘を出産していた。このため、この事件は日野重子・富子と今参局の対立というだけではなく、富子の御台所としての地位を強化するため政治的な計画（乳母と側室を排除して正室主導の奥を編成する）に義政も同意したのではないかとみられている。
今参局の死の3か月前にあたる長禄2年（1458年）10月、長禄の変の功績によって赤松政則に赤松氏の再興が許されるが、既に出家・出奔していた有馬元家はそれに関わることはなかった（後述）。翌11月になると義政は祖父・義満や父・義教の政治に倣うとして、嘉吉の乱後荒廃していた花の御所（室町殿）の再建を決定する。今参局の事件や飢饉にも関わらず、工事は1年で完成し、長禄3年11月に義政は花の御所に移った。烏丸邸は「高倉殿」と呼ばれ、引き続き日野重子が居住していており、最終的に烏丸資任は従一位准大臣と家格に対して破格な地位にまで昇進するが、幼少時から義政を手中に置いていた資任の政治的影響力は大きく低下することになる。資任は出家の後、応仁の乱を避けて三河国に下り、京都に戻ることなく文明14年（1482年）に死去している。
一方、従来義政の公式な御父とされていた伊勢貞親が長禄4年（1460年）6月に政所執事に任じられ、日野富子の実兄である日野勝光、蔭涼軒主として長く将軍家に仕えてきた禅僧季瓊真蘂が新たな側近として台頭することになる。貞親に関して言えば、従前より足利将軍家の家政機関の運営責任者として義政に近侍し、また幕府の財政再建に尽くしたことで義政からも認められた存在であったが、親近性に関しては同じ邸内に住む資任と比較するとどうしても劣らざるを得なかった。しかし、義政の室町殿への移転の結果として実務面だけでなく親近性でも優位を得ることが出来るようになった。また、義政の生母である日野重子は従来より親権を行使して義政を教導しようとしてきたが、乳母今参局の存在によって必ずしも円滑な関係とは言えなかった。しかし、この頃から親子関係は改善に向かうようになる。「三魔」と呼ばれていた人々はあくまでも義成＝義政の幼少時代に近侍してきた側近集団の人々であり、義政が康正・長禄年間に成人の将軍として幕府に君臨するようになると、政務を行っていく上で管領や政所などに属する幕臣との関係を構築する必要に迫られ、側近集団の勢力交替に踏み切る結果となったと考えられている。
なお、前述のように康正元年12月に突然、出家・出奔した有馬元家であるが、この自由出家によって義政の怒りを買い、摂津有馬氏の家督は元家の子ではなく持家の従弟である有馬持彦に与えられてしまう。その後、有馬持彦や赤松政則は三魔に代わって義政側近として台頭した伊勢貞親に接近することになる。一方の元家は義政の弟である足利義視に仕えて義政の赦免を得ようとするが拒絶されている。ところが、文正元年（1466年）に発生した細川勝元・山名宗全らによる文正の政変で伊勢貞親・季瓊真蘂・斯波義敏が失脚すると、有馬持彦や赤松政則もこれに連座してしまい、元家は程なく赦免を得ることが出来た。ところが、わずか2年後の応仁2年（1468年）11月になって元家は義政の命令を受けた赤松政則によって殺害されてしまう。既に応仁の乱が始まって1年以上が経過し、元家殺害の前月には足利義政が弟・義視の反対を押し切って伊勢貞親の復権を決定しており、更に元家の殺害の直後に足利義視が東軍を出奔して山名宗全の西軍に身を投じている。このため、元家の殺害も伊勢貞親及びその与党である有馬持彦らの復権と関係していると推測されている。なお、乱後に元家の子である有馬則秀は父が失った摂津有馬氏の家督の奪還に成功している。